# Valeri Tókarev
Valeri Ivànovitx Tókarev (rus: Валерий Иванович Токарев), és un Coronel de les Forces Aèries Russes i cosmonauta de proves al Yuri A. Gagarin Cosmonaut Training Center, va néixer el 29 d'octubre de 1952 en la ciutat de Kap-Yar, Óblast d'Astracan i actualment resideix a la Ciutat de les Estrelles, óblast de Moscou. Ha viatjat a l'espai dues vegades i ha dut a terme dues caminades espacials. Es va retirar el 10 de juny de 2008.